# Geissorhiza setacea
Geissorhiza setacea  es una especie de planta fanerógama perteneciente a la familia de las iridáceas que se encuentra en la provincia del Cabo Occidental, Sudáfrica.

## Descripción
Geissorhiza setacea, es una planta herbácea perennifolia, geofita que alcanza un tamaño de 0.04 - 0.08 m de altura a una altitud de 10 - 185 metros en Sudáfrica.

## Taxonomía
Geissorhiza setacea fue descrita por (Thunb.) Ker Gawl. y publicado en Annals of Botany 1: 224. 1804.
Etimología
Geissorhiza: nombre genérico que deriva de las palabras griegas: geisso, que significa "mosaico", y rhizon, que significa "raíz".
setacea, epíteto latíno que significa "con cerdas".
Sinonimia
- Ixia setacea Thunb.[6][7]
- Moraea setacea (Thunb.) Ker Gawl. (1805)[2]